# Aleksandr Michajlovič Vasilevskij
Aleksandr Michajlovič Vasilevskij (in russo Алекса́ндр Миха́йлович Василе́вский?; Tula, 30 settembre 1895 – Mosca, 5 dicembre 1977) è stato un generale e politico sovietico.
Tra i generali dell'Armata Rossa più preparati e capaci, svolse un ruolo decisivo durante molte battaglie della grande guerra patriottica, dirigendo le forze sovietiche nelle grandi offensive vittoriose. Capo di Stato maggiore generale delle Forze armate sovietiche e principale collaboratore di Stalin, fu nominato maresciallo dell'Unione Sovietica il 15 febbraio 1943 dopo la prima liberazione di Char'kov.

## Carriera
Iniziò la sua carriera militare durante la prima guerra mondiale, arrivando al grado di Capitano nel 1917. Dopo la Rivoluzione Russa e all'inizio della Guerra civile venne arruolato nell'Armata Rossa, prendendo parte alla Guerra sovietico-polacca. Dopo la guerra scalò rapidamente i ranghi dell'Esercito, diventando Comandante di Reggimento nel 1930. In questa posizione mostrò grandi qualità nell'organizzazione dell'addestramento delle sue truppe e per questo nel 1931 divenne membro della Direzione dell'Addestramento Militare. Nel 1937, in seguito alle Grandi purghe, venne promosso Ufficiale di Stato Maggiore.

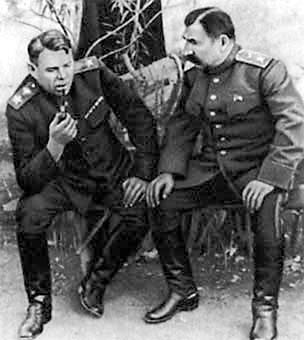
Con il maresciallo Semën Michajlovič Budënnyj nel 1943

Durante la seconda guerra mondiale, in veste di Capo di Stato Maggiore generale (a partire dal giugno 1942, dopo il ritiro del maresciallo Šapošnikov) e Vice Ministro della Difesa, coordinò e guidò, in costante collegamento con Stalin,le operazioni nella regione di Stalingrado; in particolare fu l'ideatore (insieme al generale Georgij Žukov) del famoso piano Urano che avrebbe portato al decisivo accerchiamento della 6. Armee tedesca.
Spostatosi nel teatro meridionale del fronte orientale, coordinò l'offensiva sovietica iniziata il 19 novembre 1942 e la parte finale della gigantesca battaglia. Nel gennaio 1943 diresse l'offensiva dell'Armata Rossa lungo l'alto corso del Don (offensive Ostrogorzk-Rossoš e Voronež-Kastornoe) e subito dopo l'Operazione Stella culminata nella temporanea liberazione di Charkiv. Lo stesso giorno della riconquista della grande città ucraina (16 febbraio 1943), Vasilevskij venne nominato da Stalin, Maresciallo dell'Unione Sovietica in riconoscimento dei suoi contributi decisivi a queste grandi vittorie.
Guidò successivamente le grandi offensive nelle regioni del Donbass, in Crimea, Bielorussia e nei Paesi Baltici. Nel febbraio 1945 prese il comando diretto del 3º Fronte Bielorusso che guido nella fase finale della campagna in Prussia orientale conclusa vittoriosamente in 9 aprile con la cattura di Königsberg. Nel luglio dello stesso anno venne nominato Comandante in Capo delle forze sovietiche dell'Estremo Oriente, guidando in questa posizione l'offensiva contro il Giappone in Manciuria (vedi Guerra Unione Sovietica-Giappone), accettando successivamente la resa giapponese.
Tra il 1949 e il 1953 fu Ministro della difesa dell'Unione Sovietica, lasciando la carica solo alla morte di Stalin. Durante gli anni di Nikita Chruščёv perse gradualmente potere, fino ad essere messo in pensione. Dopo la sua morte, avvenuta nel 1977 venne seppellito nel Cimitero del Cremlino, a Mosca, in riconoscimento dei suoi servizi prestati alla nazione.